# Canton de Blois-5
Le canton de Blois-5 est un ancien canton français situé dans le département de Loir-et-Cher et la région Centre.
Le nom officiel (INSEE) du canton est « Blois 5e Canton », souvent abrégé, dans l'usage courant, en « Blois-5 ».

## Géographie

### Situation
Ce canton était organisé autour de Blois dans l'arrondissement de Blois. Son altitude variait de 63 m (Blois) à 144 m (Saint-Sulpice-de-Pommeray) pour une altitude moyenne de 94 m.

### Composition
Le canton de Blois 5e Canton se composait d’une fraction de la commune de Blois et de cinq autres communes. Il comptait 11 136 habitants (population municipale) au 1er janvier 2012.
| Nom                       | Code Insee | Intercommunalité           | Population (dernière pop. légale)              |
| ------------------------- | ---------- | -------------------------- | ---------------------------------------------- |
| Blois (chef-lieu)         | 41018      | CA de Blois « Agglopolys » | Fraction : 6 059(2012) Commune : 46 351 (2014) |
| Fossé                     | 41091      | CA de Blois « Agglopolys » | 1 323 (2014)                                   |
| Marolles                  | 41128      | CA de Blois « Agglopolys » | 746 (2014)                                     |
| Saint-Bohaire             | 41203      | CA de Blois « Agglopolys » | 496 (2014)                                     |
| Saint-Lubin-en-Vergonnois | 41223      | CA de Blois « Agglopolys » | 718 (2014)                                     |
| Saint-Sulpice-de-Pommeray | 41230      | CA de Blois « Agglopolys » | 1 850 (2014)                                   |

## Démographie

### Évolution démographique
| 1982 | 1990   | 1999   | 2006   | 2011   | 2012   |
| ---- | ------ | ------ | ------ | ------ | ------ |
| -    | 11 344 | 11 037 | 10 813 | 10 934 | 11 136 |

### Âge de la population
La pyramide des âges, à savoir la répartition par sexe et âge de la population, du canton de Blois-5 en 2009 ainsi que, comparativement, celle du département de Loir-et-Cher la même année sont représentées avec les graphiques ci-dessous.
La population du canton comporte 50,6 % d'hommes et 49,4 % de femmes. Elle présente en 2009 une structure par grands groupes d'âge similaire à celle de la France métropolitaine. 
Il existe en effet 107 jeunes de moins de 20 ans pour cent personnes de plus de 60 ans, alors que pour la France l'indice de jeunesse, qui est égal à la division de la part des moins de 20 ans par la part des plus de 60 ans, est de 1,06. L'indice de jeunesse du canton est également supérieur à celui  du département (0,83) et à celui de la région (0,95).
| Hommes | Classe d’âge | Femmes |
| ------ | ------------ | ------ |
| 0,2    | 90 ans ou +  | 0,2    |
| 5,2    | 75 à 89 ans  | 5,9    |
| 16,8   | 60 à 74 ans  | 17,4   |
| 26,1   | 45 à 59 ans  | 25,3   |
| 18,0   | 30 à 44 ans  | 20,6   |
| 14,2   | 15 à 29 ans  | 12,7   |
| 19,5   | 0 à 14 ans   | 17,9   |

| Hommes | Classe d’âge | Femmes |
| ------ | ------------ | ------ |
| 0,5    | 90 ans ou +  | 1,5    |
| 8,8    | 75 à 89 ans  | 12,1   |
| 15,4   | 60 à 74 ans  | 16,1   |
| 21,2   | 45 à 59 ans  | 20,5   |
| 19,6   | 30 à 44 ans  | 18,7   |
| 15,9   | 15 à 29 ans  | 14,3   |
| 18,6   | 0 à 14 ans   | 16,8   |

## Représentation

### Conseillers généraux du canton
Canton créé en 1982. en scindant en 2 le canton de Blois 4
| Période | Période | Identité        | Étiquette | Qualité                                            |
| ------- | ------- | --------------- | --------- | -------------------------------------------------- |
| 1982    | 2001    | Jeannine Baye   | PS        | Enseignante Adjointe au Maire de Blois (1989-2001) |
| 2001    | 2015    | Béatrice Amossé | PS        | Professeur d'université                            |

## Pour approfondir